# Distritos de Nepal
Los distritos en Nepal son el segundo nivel de divisiones administrativas después de las provincias. Los distritos se subdividen en municipios y municipios rurales. A la fecha hay siete provincias y 77 distritos en Nepal.
Después de la reconstrucción de las divisiones administrativas del estado, el distrito de Nawalparasi se dividió en los distritos de Parasi (oficialmente distrito de Nawalparasi (oeste de Bardaghat Susta)) y de Nawalpur (oficialmente distrito de Nawalparasi (este de Bardaghat Susta)), en tanto el distrito de Rukum se subdividió en los de Rukum Oriental y de Rukum Occidental.
Los funcionarios distritales incluyen:
- Jefe de distrito, un funcionario del Ministerio del Interior es designado por el gobierno como el funcionario administrativo más alto de un distrito. El jefe distrital es responsable de la inspección adecuada de todos los departamentos de un distrito, como salud, educación, seguridad y todas las demás oficinas gubernamentales.
- El Comité de Coordinación Distrital actúa como órgano ejecutivo de la Asamblea Distrital. La asamblea se coordina con la Asamblea Provincial para establecer la coordinación entre la Asamblea Provincial y los municipios y municipios rurales y para dirimir las controversias, si las hubiere, de carácter político. También mantiene la coordinación entre el gobierno provincial y federal y los entes locales del distrito.

## Historia
Durante la época del rey Rajendra Bir Bikram Shah y el primer ministro Bhimsen Thapa, Nepal se dividió en 10 distritos. Todas las áreas al este del río Dudhkoshi eran un distrito, Dhankuta.

### Régimen de Rana(1885-1950)
Durante la época del primer ministro Bir Shamsher Jang Bahadur Rana (1885-1901), Nepal estaba dividido en 32 distritos y Doti, Palpa y Dhankuta eran 3 gaunda (en nepalí: गौंडा, significando acantonamiento). La región montañosa tenía 20 distritos y Terai tenía 12 distritos.
Incluso después de Bir Shamsher Jang Bahadur Rana hasta el final del gobierno de Rana en Nepal en 1951 y hasta la proclamación de la nueva constitución del Reino de Nepal en 1962, Nepal permaneció dividido en 32 distritos. Cada uno tenía una sede y Bada Haqim (administrador de distrito) como jefe. De 1951 a 1962 se aprobaron muchas leyes y constituciones que muestran el nombre de los distritos de la siguiente manera:

### Era Panchayat (1960-1990)
En 1962, se reorganizaron los 32 distritos tradicionales en 14 zonas y 75 distritos de desarrollo.
El distrito de Panchayat fue una de las cuatro divisiones administrativas de Nepal durante el Sistema Panchayat (1962-1990). Durante la era de Panchayat, el país se dividió en 75 distritos y luego se agregaron 2 distritos al dividir Nawalparasi y Rukum en 2 distritos. Finalmente el número total de distritos era 77.

### Comité de Desarrollo del Distrito (1990-2015)
Compuesto por miembros electos a nivel de distrito. Era responsable de formular políticas de desarrollo a nivel de distrito. Se estableció en 1990, tras el final del sistema Panchayat.
|                            |
| Distritos de Nepal en 1942 |

|                            |
| Distritos de Nepal en 1952 |

|                            |
| Distritos de Nepal en 2015 |

|                            |
| Distritos de Nepal en 2020 |

## Distritos bajo nueva administración
A partir del 20 de septiembre de 2015, Nepal está dividido en 7 provincias. Están definidos por el anexo 4 de la nueva constitución, al agrupar los distritos existentes. Dos distritos, Rukum y Nawalparasi, se dividen en dos partes que terminan en dos provincias diferentes. El antiguo Comité de Desarrollo del Distrito (CDD) reemplazó al Comité de Coordinación del Distrito (CCD).
| N.º | Provincia                  | Capital       | Distritos | Área (km²)  | Población (2011) | Densidad (personas/km²) | Lenguajes oficiales               |
|     | Nepal                      | Katmandú      | 77        | 147 516 km² | 26 494 504       | 180                     | nepalí                            |
| --- | -------------------------- | ------------- | --------- | ----------- | ---------------- | ----------------------- | --------------------------------- |
| 1   | Provincia de Koshi         | Biratnagar    | 14        | 25 905 km²  | 4 534 943        | 175                     | Nepalí /bantawa/ maithili / limbu |
| 2   | Provincia de Madhesh       | Janakpur      | 8         | 9 661 km²   | 5 404 145        | 559                     | Nepalí / Maithili / Bhojpuri      |
| 3   | Provincia de Bagmati       | Hetauda       | 13        | 20 300 km²  | 5 529 452        | 272                     | Nepalí / Tamang / Nepal Bhasha    |
| 4   | Provincia de Gandaki       | Pokhara       | 11        | 21 504 km²  | 2 413 907        | 112                     | Nepalí / Gurung / Magar           |
| 5   | Provincia de Lumbini       | Deukhuri      | 12        | 22 288 km²  | 4 891 025        | 219                     | Nepalí / Tharu / Awadhi           |
| 6   | Provincia de Karnali       | Birendranagar | 10        | 27 984 km²  | 1 168 515        | 41                      | Nepalí / Magar / Tamang           |
| 7   | Provincia de Sudurpashchim | Dhangadhi     | 9         | 19 539 km²  | 2 552 517        | 130                     | Nepalí / Doteli / Tharu           |

## Lista de distritos por provincia

### Provincia de Koshi
| Nombre                    | Nepalí    | Sede         | Área (km²) | Población (2011) | Página web oficial |
| ------------------------- | --------- | ------------ | ---------- | ---------------- | ------------------ |
| Distrito de Bhojpur       | भोजपुर जिल्ला  | Bhojpur      | 1 507      | 182 459          |                    |
| Distrito de Dhankuta      | धनकुटा जिल्ला  | Dhankuta     | 892        | 163 412          |                    |
| Distrito de Ilam          | इलाम जिल्ला   | Ilam         | 1 703      | 290 254          |                    |
| Distrito de Jhapa         | झापा जिल्ला    | Bhadrapur    | 1 606      | 812 650          |                    |
| Distrito de Khotang       | खोटाँग जिल्ला   | Diktel       | 1 591      | 206 312          |                    |
| Distrito de Morang        | मोरंग जिल्ला   | Biratnagar   | 1 855      | 965 370          |                    |
| Distrito de Okhaldhunga   | ओखलढुंगा जिल्ला | Siddhicharan | 1,074      | 147,984          |                    |
| Distrito de Panchthar     | पांचथर जिल्ला  | Phidim       | 1 241      | 191 817          |                    |
| Distrito de Sankhuwasabha | संखुवासभा जिल्ला | Khandbari    | 3 480      | 158 742          |                    |
| Distrito de Solukhumbu    | सोलुखुम्बू जिल्ला | Salleri      | 3 312      | 105 886          |                    |
| Distrito de Sunsari       | सुनसरी जिल्ला  | Inaruwa      | 1 257      | 763 497          |                    |
| Distrito de Taplejung     | ताप्लेजुंग जिल्ला | Taplejung    | 3 646      | 127 461          |                    |
| Distrito de Terhathum     | तेह्रथुम जिल्ला | Myanglung    | 679        | 113 111          |                    |
| Distrito de Udayapur      | उदयपुर जिल्ला | Gaighat      | 2 063      | 317 532          |                    |
| Provincia de Koshi        | प्रदेश नं० १ | Biratnagar   | 25 905 km² | 4 534 943        |                    |

### Provincia de Madhesh
| Distritos             | Nepalí    | Sede      | Área (km²) | Población (2011) | Página web oficial |
| --------------------- | --------- | --------- | ---------- | ---------------- | ------------------ |
| Distrito de Parsá     | पर्सा जिल्ला   | Birgunj   | 1 353      | 601 017          |                    |
| Distrito de Barà      | बारा जिल्ला    | Kalaiya   | 1 190      | 687 708          |                    |
| Distrito de Rautahat  | रौतहट जिल्ला  | Gaur      | 1 126      | 686 723          |                    |
| Distrito Sarlahi      | सर्लाही जिल्ला  | Malangwa  | 1 259      | 769 729          |                    |
| Distrito de Dhanusha  | धनुषा जिल्ला   | Janakpur  | 1 180      | 754 777          |                    |
| Distrito de Siraha    | सिराहा जिल्ला   | Siraha    | 1 188      | 637 328          |                    |
| Distrito de Mahottari | महोत्तरी जिल्ला | Jaleshwar | 1 002      | 627 580          |                    |
| Distrito de Saptari   | सप्तरी जिल्ला  | Rajbiraj  | 1 363      | 639 284          |                    |
| Provincia de Madhesh  | प्रदेश नं० २ | Janakpur  | 9 661 km²  | 5 404 416        |                    |

### Provincia de Bagmati
| Distritos                  | Nepalí       | Sede       | Área (km²) | Población (2011) | Página web oficial |
| -------------------------- | ------------ | ---------- | ---------- | ---------------- | ------------------ |
| Distrito de Sindhuli       | सिन्धुली जिल्ला     | Kamalamai  | 2 491      | 296 192          |                    |
| Distrito de Ramechhap      | रामेछाप जिल्ला     | Manthali   | 1 546      | 202 646          |                    |
| Distrito de Dolaja         | दोलखा जिल्ला      | Bhimeshwar | 2 191      | 186 557          |                    |
| Distrito de Bhaktapur      | भक्तपुर जिल्ला    | Bhaktapur  | 119        | 304 651          |                    |
| Distrito de Dhading        | धादिङ जिल्ला      | Nilkantha  | 1 926      | 336 067          |                    |
| Distrito de Katmandú       | काठमाडौँ जिल्ला     | Katmandú   | 395        | 1 744 240        |                    |
| Distrito de Kavrepalanchok | काभ्रेपलान्चोक जिल्ला | Dhulikhel  | 1 396      | 381 937          |                    |
| Distrito de Lalitpur       | ललितपुर जिल्ला    | Lalitpur   | 385        | 468 132          |                    |
| Distrito de Nuwakot        | नुवाकोट जिल्ला     | bidur      | 1 121      | 277 471          |                    |
| Distrito de Rasuwa         | रसुवा जिल्ला      | Dhunché    | 1 544      | 43 300           |                    |
| Distrito de Sindhupalchok  | सिन्धुपाल्चोक जिल्ला  | Chautara   | 2 542      | 287 798          |                    |
| Distrito de Chitwan        | चितवन जिल्ला     | Bharatpur  | 2 218      | 579 984          |                    |
| Distrito de Makwanpur      | मकवानपुर जिल्ला   | Hetauda    | 2 426      | 420 477          |                    |
| Provincia de Bagmati       | वाग्मती प्रदेश    | Hetauda    | 20 300 km² | 5 529 452        |                    |

### Provincia de Gandaki
| Distritos                                         | Nepalí                     | Sede        | Área (km²) | Población (2011) | Página web oficial |
| ------------------------------------------------- | -------------------------- | ----------- | ---------- | ---------------- | ------------------ |
| Distrito de Baglung                               | बागलुङ जिल्ला                   | Baglung     | 1 784      | 268 613          |                    |
| Distrito de Gorkha                                | गोरखा जिल्ला                    | Gorja       | 3 610      | 271 061          |                    |
| Distrito de Kaski                                 | कास्की जिल्ला                    | Pokhara     | 2 017      | 492 098          |                    |
| Distrito de Lamjung                               | लमजुङ जिल्ला                   | Besisahar   | 1 692      | 167 724          |                    |
| Distrito de Manang                                | मनाङ जिल्ला                    | Chame       | 2 246      | 6 538            |                    |
| Distrito de Mustang                               | मुस्ताङ जिल्ला                   | Jomsom      | 3 573      | 13 452           |                    |
| Distrito de Myagdi                                | म्याग्दी जिल्ला                   | beni        | 2 297      | 113 641          |                    |
| Distrito de Nawalparasi (Este de Bardaghat Susta) | नवलपरासी (बर्दघाट सुस्ता पूर्व) जिल्ला | kawasoti    | 1 043.1    | 310 864          |                    |
| Distrito de Parbat                                | पर्वत जिल्ला                   | kusma       | 494        | 146 590          |                    |
| Distrito de Syangja                               | स्याङग्जा जिल्ला                  | Putalibazar | 1 164      | 289 148          |                    |
| Distrito de Tanahun                               | तनहुँ जिल्ला                    | Damauli     | 1 546      | 323 288          |                    |
| Provincia de Gandaki                              | गण्डकी प्रदेश                  | Pokhara     | 21 733 km² | 2 403 757        |                    |

### Provincia de Lumbini
| Distritos                                          | Nepalí                      | Sede            | Área (km²) | Población (2011) | Página web oficial |
| -------------------------------------------------- | --------------------------- | --------------- | ---------- | ---------------- | ------------------ |
| Distrito de Kapilvastu                             | कपिलवस्तु जिल्ला                  | Taulihawa       | 1 738      | 571 936          |                    |
| Distrito de Nawalparasi (Oeste de Bardaghat Susta) | नवलपरासी (बर्दघाट सुस्ता पश्चिम) जिल्ला | Ramgrama        | 634.88     | 321 058          |                    |
| Distrito de Rupandehi                              | रुपन्देही जिल्ला                   | Siddharthanagar | 1 360      | 880 196          |                    |
| Distrito de Arghakhanchi                           | अर्घाखाँची जिल्ला                   | Sandhijarka     | 1 193      | 197 632          |                    |
| Distrito de Gulmi                                  | गुल्मी जिल्ला                     | Tamghas         | 1 149      | 280 160          |                    |
| Distrito de Palpa                                  | पाल्पा जिल्ला                     | Tansen          | 1 373      | 261 180          |                    |
| Distrito de Dang                                   | दाङ जिल्ला                      | Ghorahi         | 2 955      | 552 583          |                    |
| Distrito de Pyuthan                                | प्युठान जिल्ला                    | Pyután          | 1 309      | 228 102          |                    |
| Distrito de Rolpa                                  | रोल्पा जिल्ला                     | Liwang          | 1 879      | 224 506          |                    |
| Distrito de Rukum Oriental                         | पूर्वी रूकुम जिल्ला                 | Rukumkot        | 1 161.13   | 53 018           |                    |
| Distrito de Banke                                  | बाँके जिल्ला                      | Nepalganj       | 2 337      | 491 313          |                    |
| Distrito de Bardiya                                | बर्दिया जिल्ला                    | Gulariya        | 2 025      | 426 576          |                    |
| Provincia de Lumbini                               | लुम्बिनी प्रदेश                   | Deukhuri        | 22 288 km² | 4 499 272        |                    |

### Provincia de Karnali
| Distritos                    | Nepalí       | Sede          | Área (km²) | Población (2011) | Página web oficial |
| ---------------------------- | ------------ | ------------- | ---------- | ---------------- | ------------------ |
| Distrito de Rukum Occidental | पश्चिमी रूकुम जिल्ला | Musikot       | 1 213.49   | 154 272          |                    |
| Distrito de Salyan           | सल्यान जिल्ला     | Salyan        | 1 462      | 242 444          |                    |
| Distrito de Dolpa            | डोल्पा जिल्ला      | Dunai         | 7 889      | 36 700           |                    |
| Distrito de Humla            | हुम्ला जिल्ला      | Simikot       | 5 655      | 50 858           |                    |
| Distrito de Jumla            | जुम्ला जिल्ला      | Chandannath   | 2 531      | 108 921          |                    |
| Distrito de Kalikot          | कालिकोट जिल्ला     | Manma         | 1 741      | 136 948          |                    |
| Distrito de Mugu             | मुगु जिल्ला       | Gamadhi       | 3 535      | 55 286           |                    |
| Distrito de Surkhet          | सुर्खेत जिल्ला     | Birendranagar | 2 451      | 350 804          |                    |
| Distrito de Dailekh          | दैलेख जिल्ला      | narayan       | 1 502      | 261 770          |                    |
| Distrito de Jajarkot         | जाजरकोट जिल्ला    | Jalanga       | 2 230      | 171 304          |                    |
| Provincia de Karnali         | कर्णाली प्रदेश    | Birendranagar | 27 984 km² | 1 570 418        |                    |

### Provincia de Sudurpashchim
| Distritos                  | Nepalí        | Capital          | Área (km²) | Población (2011) | Página web oficial |
| -------------------------- | ------------- | ---------------- | ---------- | ---------------- | ------------------ |
| Distrito de Kailali        | कैलाली जिल्ला       | Dhangadhi        | 3 235      | 775 709          |                    |
| Distrito de Achham         | अछाम जिल्ला       | Mangalsen        | 1 680      | 257 477          |                    |
| Distrito de Doti           | डोटी जिल्ला        | Dipayal Silgadhi | 2 025      | 211 746          |                    |
| Distrito de Bajhang        | बझाङ जिल्ला       | Jayaprithvi      | 3 422      | 195 159          |                    |
| Distrito de Bajura         | बाजुरा जिल्ला       | Martadi          | 2 188      | 134 912          |                    |
| Distrito de Kanchanpur     | कंचनपुर जिल्ला     | Bheemdatta       | 1 610      | 451 248          |                    |
| Distrito de Dadeldhura     | डडेलधुरा जिल्ला     | Amargadhi        | 1 538      | 142 094          |                    |
| Distrito de Baitadi        | बैतडी जिल्ला       | Dasharathchand   | 1 519      | 250 898          |                    |
| Distrito de Darchula       | दार्चुला जिल्ला      | Darchula         | 2 322      | 133 274          |                    |
| Provincia de Sudurpashchim | सुदूर-पश्चिम प्रदेश | Dhangadhi        | 19 539 km² | 2 552 517        |                    |